# Ишимбайский музей народного образования
Ишимбайский музей народного образования — учреждение культуры, ставящее историко-просветительские цели по изучению образования города Ишимбая и Ишимбайского района. Открыт в 2000 году.
Создатель музея и его директор в 2000—2013 гг. — Василий Владимирович Бабушкин, почётный гражданин города Ишимбая.
Располагается в здании Дворца детского (юношеского) творчества.

## История
Идея создания первого в Республике Башкортостан музея подобного профиля принадлежит Василию Владимировичу Бабушкину, которая возникла в 1984 году. С 1986 года В. В. Бабушкин собирал документы, оформлял альбомы: «Ветераны войны и труда — учителя города», «Труд, спорт, художественная самодеятельность учителей города», «Ветеранам Великой Отечественной войны посвящается…». Одновременно систематизировал работу по занесению учителей в «Книгу Почёта».
Эти материалы стали первыми экспонатами музея. Вскоре было принято решение о создании музея боевой славы учителей города — музея народного образования. Это произошло на встрече ветеранов войны и педагогического труда в ноябре 1998 года.
К 60-летию города Ишимбая и 60-летию образования отдела народного образования города 6 мая 2000 года при Центре детского творчества был открыт исторический музей. Директором музея, первого профессионального в Башкирии, был назначен Василий Бабушкин. В ноябре 2001 года музей был зарегистрирован в Министерстве образования Российской Федерации.
В апреле 2003 года была открыта экспозиция «История и развитие народного образования в Ишимбайском районе». К 60-летию Победы дополнили экспозицию, посвящённую Великой Отечественной войне новыми стендами: «Юность, опалённая войной», «Письма с фронта», «Фронт и тыл едины».

## Награды
За участие в Республиканском смотре — конкурсе музеев Боевой и Трудовой Славы, посвящённого 60-летию Победы в Великой Отечественной войне музей награждён Благодарственной Грамотой Федерации профсоюзов Республики Башкортостан.